# Мирко Бергамаско
Мирко Бергамаско (енгл. Mirco Bergamasco; 23. фебруар 1983) је један од најбољих италијанских рагбиста 21. века који тренутно играо за екипу Зебре (рагби јунион) у лиги Про 12. Његов рођени брат Мауро Бергамаско је такође познати рагбиста. 

## Биографија
Висок 180 цм, тежак 86 кг, Бергамаско је најчешће играо центра или крило, али је шутирао на гол казне и претварања. У каријери је пре него што је дошао у Зебре, играо за екипе Петрарка, Стад Франс, Расинг 92 и Ровиго. За репрезентацију Италије је одиграо 89 тест мечева и постигао 256 поена.